# 최상학
최상학(崔相學, 1983년 7월 12일 ~ )은 대한민국의 배우이다.

## 생애
1996년 SBS 아침연속극 만남으로 데뷔했다. 2007년부터 2009년까지 육군 32사단 군악대에 복무하였다.

## 학력
- 양곡고등학교 졸업
- 배재대학교 무대영상학과 학사

## 출연작

### 영화
- 2000년 《자카르타》 ... 중국집 종업원 역
- 2001년 《인디안 썸머》 ... 폭주족 역
- 2002년 《뚫어야 산다》 ... 성진 역
- 2002년 《남자 태어나다》 ... 양아치 2 역
- 2010년 《꿈은 이루어진다》 ... 박시학 전사 역
- 2012년 《차이나 블루》 ... 상구 역

### 드라마, 시트콤
| 연도 | 방송사 | 제목                    | 역할        | 비고          |
| ---- | ------ | ----------------------- | ----------- | ------------- |
| 1996 | SBS    | 만남                    | 땜통        |               |
| 1997 | MBC    | 불꽃놀이                | 어린 김성태 |               |
| 1998 | KBS2   | 세바구니의 행복         | 강호동 친구 |               |
| 1999 | MBC    | 왕초                    | 어린 앵무새 |               |
| 1999 | MBC    | 남자 셋 여자 셋         | 최상학      | 단역          |
| 1999 | MBC    | 점프                    | 최상학      |               |
| 1999 | SBS    | 달콤한 신부             | 장대구      |               |
| 1999 | SBS    | LA아리랑                |             |               |
| 2000 | MBC    | 이브의 모든 것          |             |               |
| 2000 | SBS    | 덕이                    | 어린 최재동 |               |
| 2000 | SBS    | 골뱅이                  | 상학        | 김효진의 애인 |
| 2000 | MBC    | 세 친구                 | 안상학      |               |
| 2000 | KBS2   | 눈꽃                    | 황보찬      |               |
| 2001 | KBS2   | 미나                    | 김수영      |               |
| 2002 | SBS    | 야인시대                | 번개        |               |
| 2003 | MBC    | 천생연분                | 복제동      |               |
| 2005 | SBS    | 건빵선생과 별사탕       | 문엽        |               |
| 2005 | OCN    | 가족연애사              | 상학        |               |
| 2006 | MBC    | 내 인생의 스페셜        | 이호성      |               |
| 2007 | OCN    | 가족연애사2:연애의 왕국 | 상학        |               |
| 2010 | MBC    | 민들레 가족             | 주철        |               |
| 2011 | OCN    | 신의 퀴즈 2             | 이규혁      | 특별출연      |
| 2012 | 채널A  | 불후의 명작             |             |               |

## 방송
- 1998년 KBS2 TV는 사랑을 싣고 - 축구선수 김병지
- 2003년 KBS1 가족오락관 - 게스트
- 2011년 tvN 롤러코스터 <트위터극장>
- 2014년 KBS2 《출발드림팀》 .... 게스트 출연

### 뮤지컬
- 2003년 《마네킹》
- 2004년 《정글북》

### 뮤직 비디오
- 1999년 거리의 시인들-빙

### CF
- 롯데제과 해커바
- 빙그레 매운콩라면 - 공효진과 함께 출연
- 오리온 고래밥
- 테크노마트
- 세븐일레븐
- 롯데제과 꼬깔콘 - 최성국과 함께 출연
- 롯데제과 치토스
- 오리온 오감자
- 오리온 비틀즈
- 백투스쿨(지면)
- 신세기통신 017 아이클럽(iClub) - 최종원, 정웅인, 안연홍과 함께 출연

### 라디오 프로그램
- 2015년 EBS FM 《EBS 책 읽는 라디오 낭독 시리즈》